# アズマシャクナゲ
アズマシャクナゲ（東石楠花、学名: Rhododendron degronianum）は、ツツジ科ツツジ属シャクナゲ亜属の常緑低木。深山に生える。別名シャクナゲ。和名は、日本の関東地方の山地に多く自生し、東国の意味のアズマの名がある。

## 分布と生育環境
日本の本州のうち、東北地方の宮城県・山形県以南、関東地方、中部地方の長野県・静岡県までの範囲に分布し、亜高山帯の林内、稜線上などに自生する。庭木や鉢植えなどにしても植えられる。

## 特徴
常緑広葉樹の低木で、樹高は1 - 3メートル (m) ほどになる。樹皮は灰褐色で、古くなると不規則にはがれる。若い枝は、黄褐色の毛が密に生える。
葉は革質で常緑、枝に互生し、長さ1 - 2.5センチメートル (cm) の葉柄がある。葉の形は長楕円状披針形で先端はとがり、基部はくさび形で葉柄に流れ、葉身の長さ8 - 15 cm、幅1.5 - 3.5 cm。葉の表面は無毛で光沢があり、裏面は灰褐色や褐色の綿状の毛が密生する。葉の大きさは、ホンシャクナゲよりもやや小さく、葉裏の毛は厚く密着する。冬の雪や寒さの中では、葉を垂らす。
花期は5 - 6月で、枝先に総状花序を伸ばし、淡紅色の花を5 - 10個つける。花は直径40 - 50ミリメートル (mm) の漏斗状鐘形で、花冠の先は5裂して広く開く。花色は紅紫色で、蕾のうちは色が濃いが、開花するにつれ薄くなる。雄蕊は10本ある。母種のツクシシャクナゲは花冠は7裂、雄蕊が14個であるが、アズマシャクナゲは花冠は5裂し、雄蕊は10個ある点で異なる。果実は裂開して、冬も枝に残る。
花芽は枝先につき、広楕円形で多数の芽鱗に包まれている。はじめ総苞に包まれているが、総苞片は落ちやすい。葉芽は葉の付け根につき、小さい。葉痕は心形や半円形で、維管束痕が5 - 7個つく。

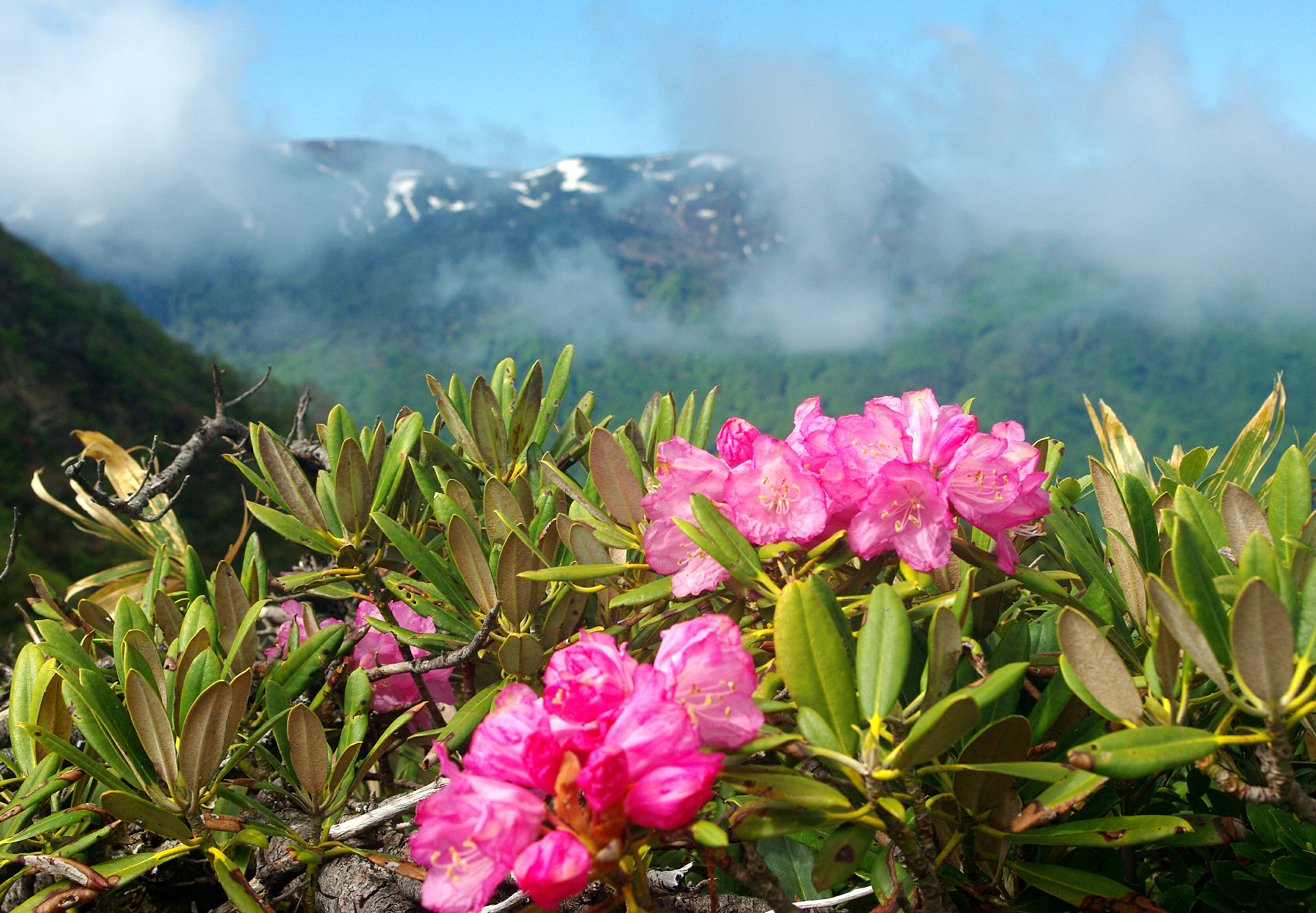
雁戸山(蔵王山系北部、2021年5月)

- 葉裏は淡褐色の綿状の毛が密生する
- 花冠の径4–5cm